# Leo Michielsen (componist)
Leonard Pieter Joseph (Leo) Michielsen (Batavia, 19 november 1872 – Wassenaar, 30 maart 1944) was een Nederlands jurist en componist en ontwerper van zijn eigen muziekuitgaven.

## Levensloop
Michielsen werd geboren binnen het gezin van de ambtenaar Leonardus Johannes Jacobus Michielsen en Suzette Antoinette Theodore Meijer. Hijzelf trouwde in 1904 met Dorothea Johanna Fanny Hijmans. Zoon Tom Michielsen werd ingenieur, zoon Robert jurist en secretaris bij Phs. van Ommeren.
Geboren in Nederlands-Indië, startte zijn opleiding in Haarlem. Vanuit een gymnasium aldaar ging hij studeren aan de Universiteit van Amsterdam. Hij studeerde daar af in 1901. Hij ging voor een beëdiging als advocaat en procureur en mocht hij als zodanig zitting nemen in de Raad van Beroep voor ongevallenverzekeringen. Daarna vertrok hij naar Arnhem om er het beroep van advocaat uit te oefenen. Daarna vertrok hij naar Den Haag om er eerst directeur te worden van het Centraal Bureau der Vereeniging van Crediet-Instellingen en later ambtenaar bij het departement van Justitie (Vreemdelingendienst en Rijkspaspoortenkantoor). Daarnaast bekleedde hij functies als voorzitter van de Openbare muziekbibliotheek en voorzitter van het Haagsch college van curatoren voor de gymnasia en lycea.
Alhoewel hij enige muzieklessen zou hebben gevolgd bij Mieke Zegers Veeckes (gedurende middelbare school) en Leander Schlegel, wordt hij toch voornamelijk beschouwd als autodidact op muziekgebied. In 1902 viel zijn Mann kann’s probieren in de prijzen voor een wedstrijd georganiseerd door de Nederlandsche Muziekkalender, categorie: langzame compositie voor piano solo (een adagio). Rond diezelfde tijd verschenen de liederen Chanson d'automne, Wild schäumen auf en Sur la terre il tombe. Zijn liederen worden dan opgepakt door sterren als Julia Culp en Tilia Hill. In 1908 richtte hij samen met Arnold Wagenaar en Anton Herman Amory de Arnhemsche Vereeniging voor kamermuziekuitvoeringen op. In 1917 werd hij benoemd tot senior-lid binnen het Genootschap van Nederlandse Componisten (GeNeCo). Uit die jaren stammen ook zijn Acht Klavier stukken en Sechs Gesänge chinesischer Lyrik, werken die regelmatig werden uitgevoerd tot een de Tweede Wereldoorlog. Musici als Willem Andriessen, Hans Schouwman, Ilona Durigo en Julia de Stuers voeren het regelmatig uit.
Van 1921 tot 1927 was hij te vinden bij de Union Musicologique en vanaf 1933 weer bij de GeNeCo, Stichting Nederlandsche Muziekbelangen en de BUMA (Bureau voor Muziekauteursrecht). In 1930 is hij medeoprichter van het Nederlands Kamerorkest onder leiding van Otto Glastra van Loon. Op verzoek van Jan van Gilse breidt hij zijn werkzaamheden bij de BUMA uit om de invloed van het Departement van Volksvoorlichting en Kunsten zoveel mogelijk buiten de deur te houden.
Enkele werken:
- 1890: Toledomars, voor afsluiting gymnasium
- 1904: Vier kleine Lieder (Alsbach & Co)
- 1904: Drei Lieder im Volkston (bovenstaande en deze kregen de opmerking mee dat de componist zich niet zou moeten beperken tot Duitse literatuur als basis voor zijn liederen)
- 1908: Veilchenduft
- 1908; Sonnet
- 1909: Zes liederen (vier Duitse en twee Franse), waaronder Sur la terre il tombe de la neige en Sonnet bij Alsbach

Enkele uitvoeringen:
- 13 maart 1905: Amsterdam: Concertgebouw, kleine zaal: Julia Culp zong werken van Peter Cornelius, Hugo Wolf, Kor Kuiler, Catharina van Rennes en Leo Michielsen
- 11 april 1905: Arnhem: Musis Sacrum, Julia Culp
- 26 april 1906: Arnhem: Musis Sacrum: Phine Lignac: Im Grase van Michielsen
- oktober 1918: Rotterdam, Rotterdamsche Kunstkring: Annie Reballio-Siewe met Willem Andriessen; Sechs Gesänge chinesischer Lyrik en Vier klavierstukken
- oktober 1924 Concertgebouw, kleine zaal: Ilona Durigo, wederom de Sechs Gesänge, doch werd de grond in geschreven; men vond het te veel op Gustav Mahler lijken[3]

- Bibliothèque nationale de France: cb14852303g (data)
- Biografisch Portaal: 52118109
- Gemeinsame Normdatei: 139788115
- International Standard Name Identifier: 0000 0000 7251 2743
- Library of Congress Control Number: n91113401
- Nederlandse Thesaurus van Auteursnamen: 107165937
- Virtual International Authority File: 66734341
- WorldCat: E39PBJdx9K9CFmWDWV7Jqb8t8C